# Училищна гора
Поддържан резерват „Училищна гора“ се намира в землището на село Боженица, община Ботевград. Най-близките населени места до резервата са Боженица (2,3 km), Липница (4,3 km), Скравена (5 km). Територията на поддържания резерват е 1346,842 декара.
На 15 октомври 1999 г. Министерство на околната среда и водите прекатегоризират резерват „Училищна гора“ в поддържан резерват с цел поддържане и опазване на вековната дъбова гора с до 200-годишни дървета с височина над 30 m. Изготвен е режим на дейности, като Държавно горско стопанство – Ботевград трябва да прилага следните природозащитни методи:
1. Извеждане на санитарни сечи при съхнене на повече от 5% от дървостоя;
2. Поддържащи и възстановителни мероприятия;
3. Използване на биологични средства за растителна защита.[2]

## Релеф
Релефът е нископланински, разчленен с изразени била и дерета. Точката с най-висока надморска височина е 820 m, а тази с най-ниска – 425 m. Разликата от около 395 m означава, че голяма част от резервата е със стръмен релеф.

## Климат
През зимата най-студеният месец е януари със средна температура на въздуха от -1,9 °C. Пролетта е сравнително топла. През юли и август средните температури не са много високи – около 20,8 °C. Есента е топла, със средни октомврийски температури от 11 °C. Годишната температурна амплитуда в района е 11,2 °C.
Вътрешното годишното разпределение на валежите се характеризира с добре изразен летен максимум през юни (142 mm) и есенен минимум през септември (71 mm). Средната годишна сума на валежите е 830 mm. По-голямата част от тях падат през пролетно-летния период.
Най-ранната снежна покривка се появява в началото на ноември, а най-късната – в началото на месец януари.
През по-голямата част от годината в района на поддържан резерват „Училищна гора“ духат силни ветрове, със средна скорост над 7 m/s. Най-ветровити са зимните месеци, а най-ниска скорост на вятъра се наблюдава през месец август. Преобладават предимно югозападни и западни ветрове.
Годишните суми на слънчево греене достигат 1976 h. Най-много часове слънчево греене има през август – 303 h, а минимумът е през декември – януари (47 – 48 h).

## Почви
Почвата спада към тип лесивирани почви (Luvisols). Този тип почви се характеризират с илувиален глинест Bt хоризонт, формиран следствие на акумулацията на глина и ил, механично изнесени от повърхностния хоризонт. Името им е свързано с думите „lessivage“ (фр.) и „luvere“ (лат.), които означават измиване, отмиване и с него се определят почви с илувиална акумулация на глина. Според световната класификация на ФАО тези почви се определят като лувисоли, а в България – лесивирани. Лесивираните почви са широко разпространени в България. Те заемат обширни площи в хълмистите и нископланинските територии на Дунавската равнина, Предбалкана, Южна и Средна България. Лесивираните почви се намират в условията на добър дренаж и интензивно селскостопанско използване със забележимо негативно антропогенно въздействие, проявено преди всичко в интензивната им ерозия. В България те се подделят на 6 подтипа – сивокафяви (сиви) горски, излужени канелени, сиви горски върху варовици, канелени смолницоподобни, светлосиви и излужено канелени с червен B-хоризонт, като в резервата почвата принадлежи към сивите горски почви.

## Биологично разнообразие
На територията на поддържан резерват „Училищна гора“ са установени 39 вида мъхове, 20 вида лихенизирани гъби (лишеи), 41 вида макромицети/гъби, 207 вида висши растения и 73 вида лечебни растения. Срещат се около 100 вида безгръбначни, за ихтиофауна няма условия, 21 вида земноводни и влечуги, 62 вида птици, 19 вида бозайници и 20 вида прилепи.

## Гъби
В тази защитена територия са регистрирани и определени 41 вида гъби: 12 вида от отдел Ascomycota (торбести гъби) и 29 вида от отдел Basidiomycota (базидиални гъби). Видовете се отнасят към 6 класа, 11 разреда, 24 семейства и 36 рода. По брой на видовете доминират семействата Polyporaceae и Xylariaceae с по 6 вида.
Регистрирани са два консервационно значими вида макромицети, които фигурират в Червения списък на гъбите на България, а именно: Розовожълт дървесен корал (Hericium cirrhatum), който е уязвим вид и Lenzites warnieri – почти застрашен вид.

## Флора

### Мъхове
На територията на поддържан резерват „Училищна гора“ са установени 39 вида мъхове, от които 6 вида са Чернодробни от отдел Marchantiophyta и 33 вида са Листнати мъхове от отдел Bryophyta. Те принадлежат към 26 семейства. На територията на резервата се срещат 5 вид с консервационно значение, включени в Червения списък на мъховете в България. От тях два са застрашени видове, един е почти застрашен и два са с недостатъчно данни. Местообитанията на мъховете в поддържан резерват „Училищна гора“ са относително разнообразни и са в добро състояние. Основните отрицателно действащи фактори са от естествен характер, свързани с глобалното и локално засушаване, което води до намаляване на броя на видовете, както и ветровали и ветроломи, при което се нарушава микроклимата и се унищожават подходящи субстрати за редица видове мъхове.

### Висши растения
Общо са установени 207 вида висши растения от 185 рода на 60 семейства. Обликът на растителността в поддържания резерват „Училищна гора“ се определя от смесените широколистни гори с богат видов състав. Инвентаризираните растителни съобщества представят природните местообитания в резервата. Приоритетни за ЕС са следните местообитания: Термофилни букови гори, Балкано-Панонски церово-горунови гори, Мизийски букови гори и Панонски гори със зимен дъб (Quercus petraea) и обикновен габър (Carpinus betulus).
От Конвенцията за забрана на търговия с растителни и животински видове CITES са 5 вида: Бял главопрашник (Cephalanthera damdsonium), Дълголистен главопрашник (Cephalanthera longifolia), Бъзов дланокоренник (Dactylorhiza sambucina), Гнездовка (Neottia nidus-avis) и Обикновен салеп (Orchis morio).
В Приложение 4 от Закона за биологичното разнообразие са включени 5 вида: Бодлив залист (Ruscus aculeatus), Подезичест залист (Ruscus hypoglossum) и Момкова сълза (Polygonatum odoratum), Обикновен синчец (Scilla bifolia), Мъжка папрат (Dryopteris filix-mas).

## Фауна

### Безгръбначни животни
Идентифицирани са групите на почвообитаващите, нематоди, колемболи, прешленести червеи, многоножки, мекотели, паякообрази, бръмбари, ципокрили, пеперуди. Допуска се присъствието на лъжескорпиона Neobisium bulgaricum, който е български ендемит, водното конче Coenagrion ornatum – почти застрашен вид и мрежокрилото насекомо Nevrorthus apatelios, който е рядък вид.
Установени са 22 вида консервационно значими сухоземни безгръбначни, сред които Градински охлюв (Helix pomatia), Червена горска мравка (Formica rufa), Еленов рогач (Lucanus cervus), Голям дъбов сечко (Cerambyx cerdo), Буков сечко (Morimus funereus), Алпийска розалия (Rosalia alpina) и Osmoderma eremita.

### Земноводни и влечуги
Територията на резервата попада в ареалите на 9 вида земноводни и 12 вида влечуги. Единственият защитен вид и вписан в Червената книга на България е шипоопашатата костенурка (Testudo hermanni).

### Птици
Наблюдавани са 172 вида птици, но само 62 вида са гнездящи на територията на поддържан резерват „Училищна гора“. За шест вида птици, включени в Червената книга на България (2011) черен щъркел (Ciconia nigra), осояд (Pernis apivorus), голям ястреб (Accipiter gentilis), сокол орко (Falco subbuteo), сокол скитник (Falco peregrinus), бухал (Bubo bubo) и определени като обект на специални мерки е необходимо ежегодно отчитане броя на гнездящите двойки и завишен контрол на различните по характер посещения в Природния резерват. От тази група е изключен белия щъркел, който не е тясно свързан с поддържания резерват.

### Бозайници
На територията на резервата са установени сърна (Capreolus capreolus), дива свиня (Sus scrofa), чакал (Canis aureus), лисица (Vulpes vulpes), черен пор (Mustela putorius), белка (Martes foina), язовец (Meles meles), прилепи (Chiroptera).